# 소욤보

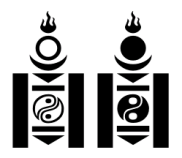
소욤보 문양

소욤보(몽골어: Соёмбо,  ᠰᠣᠶᠤᠮᠪᠤ Soyombo)는 몽골인의 문자인 소욤보 문자로 구성되어 있는 특별한 문양이다. 소욤보는 몽골의 상징으로 여겨지고 있으며, 몽골의 국기와 국장 그리고 공식 문서에 많이 사용되고 있다. 또한 부랴트 공화국 및 내몽골 인민당의 국기에도 영향을 주었다.
소욤보를 구성하고 있는 문양을 위에서부터 설명하면 다음과 같다.
- 불은 일반적으로 영원한 성장, 풍요로움, 성공의 상징이며, 세 개의 혀는 과거, 현재, 미래를 뜻한다.
- 태양과 달은 아버지의 하늘(텡그리)에 대한 숭배사상의 상징이다.
- 두 개의 삼각형은 화살이나 창의 뾰족한 끝 부분을 암시하고 있으며, 삼각형이 아래쪽으로 향하고 있는 것은 안과 밖의 적을 무찌른다는 것을 뜻한다.
- 세로로 된 두 개의 직사각형은 원형보다 안정된 형태를 하고 있는데, 직사각형은 몽골 국민의 정직함과 정의를 뜻하며, 위에서나 아래에서나 모두 가지고 있음을 뜻한다.
- 태극은 남성과 여성이 서로를 완전하게 해준다는 것을 뜻한다. 공산주의 시절에는 두 마리의 물고기를 뜻한다고 해석하기도 하였는데, 이는 경계심이 물고기가 눈을 감지 않는다는 데서 유래된다고 설명되었다.
- 가로로 된 두 개의 직사각형은 요새의 벽으로 해석되며, 이는 단결과 힘, 그리고 "둘의 우정은 돌로 된 벽보다도 강하다."라는 몽골 속담을 뜻한다.

## 같이 보기
- 몽골의 국기
- 몽골의 국장